# Regina caeli
O Regina cæli às vezes escrito Regina cœli (em português "Rainha do Céu") é um hino mariano entoado, com relacionada oração, pelos católicos durante o Tempo Pascal às 6h00, 12h00 e às 18h00, substituindo a oração do Angelus, feita nas outras estações do ano. Na Liturgia das Horas é uma das quatro antífonas marianas com que se conclui o ofício divino de Completas.

## Antífona
| Regina caeli, laetare, alleluia: Quia quem meruisti portare, alleluia, Resurrexit, sicut dixit, alleluia: Ora pro nobis Deum, alleluia. |  | Rainha do céu, alegrai-vos! Aleluia! Porque quem merecestes trazer em vosso seio. Aleluia! Ressuscitou como disse! Aleluia! Rogai a Deus por nós! Aleluia! |

## Oração relacionada
Nas edições da Liturgia das Horas anteriores ao Concílio Vaticano II e ainda hoje na recitação que substitui o Angelus no Tempo Pascal, depois da antífona recita-se a seguinte oração precedida por um versículo (℣) e resposta (℟):
| ℣. Gaude et laetare, Virgo Maria, alleluia. ℟. Quia surrexit Dominus vere, alleluia. Oremus. Deus, qui per resurrectionem Filii tui Domini nostri Iesu Christi, mundum laetificare dignatus es: praesta, quaesumus, ut, per eius Genetricem Virginem Mariam, perpetuae capiamus gaudia vitae. Per Christum, Dominum nostrum. ℟. Amen. |  | ℣. Exultai e alegrai-Vos, ó Virgem Maria! Aleluia! ℟. Porque o Senhor ressuscitou verdadeiramente! Aleluia. Oremos. Ó Deus, que Vos dignastes alegrar o mundo com a Ressurreição do Vosso Filho Jesus Cristo, Senhor Nosso, concedei-nos, Vos suplicamos, que por sua Mãe, a Virgem Maria, alcancemos as alegrias da vida eterna. Por Cristo, Senhor Nosso. ℟. Amém. |